# Ancelle eucaristiche
Le Ancelle Eucaristiche (sigla C.A.E.) sono un istituto religioso femminile di diritto pontificio.

## Storia
La congregazione fu fondata da Maria Grazia Cicala (in religione Maria Eucaristica), già suora tra le Vittime espiatrici di Gesù Sacramentato di Casoria, che aveva dovuto lasciare l'istituto per motivi di salute: nel 1929 il sacerdote Raffaele Balsamo, parroco di Melito, le affidò un gruppo di giovani donne desiderose di abbracciare la vita religiosa e, con il permesso del cardinale Alessio Ascalesi, arcivescovo di Napoli, la Cicala e le sue prime compagne iniziarono a conurre vita comune in una casa acquistata dal padre della fondatrice.
La Pia società delle Vergini eucaristiche fu approvata dal cardinale Marcello Mimmi il 16 gennaio 1956 e madre Cicala fu eletta prima superiora generale.
Il 23 novembre 1975 l'istituto ottenne il riconoscimento pontificio e, in tale occasione, assunse la denominazione di Ancelle Eucaristiche.

## Attività e diffusione
Le suore promuovono l'adorazione eucaristica in forma pubblica e privata e si dedicano all'assistenza all'infanzia e alla gioventù tramite scuole, laboratori, orfanotrofi e mediante la preparazione dei bambini alla prima Comunione.
Oltre che in Italia, sono presenti in Indonesia, Timor Est e Uganda; la sede generalizia è a Melito di Napoli.
Alla fine del 2015 l'istituto contava 62 religiose in 10 case.